# Gilteritinib
Le gilteritinib est un médicament utilisé pour traiter la leucémie myéloïde aiguë et vendu sous le nom de marque Xospata.

## Mode d’action
C'est un inhibiteur de la tyrosine kinase qui bloque le FLT3.

## Usage médical
Il est particulièrement utilisé dans les cas de leucémies aigües myéloïdes où d'autres traitements ont échoué et qui présentent une mutation spécifique du FLT3. Il est pris par voie orale. Il faut près de 6 mois pour que les bénéfices se manifestent.

## Effets secondaires
Les effets secondaires de ce médicament comprennent des problèmes de foie, de la fatigue, de la diarrhée, des nausées, de la toux, un gonflement, un essoufflement, une pression artérielle basse ou des douleurs. D'autres effets secondaires peuvent inclure un syndrome de différenciation, des arythmies, une anaphylaxie ou un syndrome d'encéphalopathie postérieure réversible,. L'utilisation de ce médicament pendant la grossesse peut nuire au fœtus.

## Histoire
Le  médicament a été approuvé pour un usage médical aux États-Unis en 2018, en Europe en 2019 et en Australie en 2020,,. Au Royaume-Uni, 4 semaines de traitement coûtent au NHS environ 14 200 livres sterling en 2021. Aux États-Unis, ce montant monte à environ 23 700 dollars.